# BEASTARS
『BEASTARS』（ビースターズ）は板垣巴留による日本の漫画作品。『週刊少年チャンピオン』（秋田書店刊）にて2016年41号から2020年45号まで連載された。擬人化された肉食獣と草食獣が生活・共存をする世界を舞台に、全寮制の学校「チェリートン学園」へ通う動物たちの群像劇が描かれる。2021年10月時点で累計発行部数は750万部を突破している。
2019年10月にはフジテレビ「+Ultra」枠にてアニメが放映され、Netflixでの独占配信が開始した。

## 作風
擬人化された肉食獣と草食獣が生活・共存をする世界を舞台に、全寮制の学校「チェリートン学園」へ通う動物たちの群像劇が描かれる。
板垣が同様のテーマで描いたオムニバスの短期集中連載作『ビーストコンプレックス』（『週刊少年チャンピオン』2016年14号から17号までに掲載）が人気を得て、本格連載化した作品。以前から持っていたキャラクター（主人公のレゴシ）を高校生にして、世界観はそのままで舞台を高校にすれば少年漫画っぽくやれるかも、ということで連載が決まった。
本作は「擬人化した動物による高校生ライフを描いた作品」であるが、いわゆる“ほのぼの系ストーリー”ではなく、表面上は平和だが歪さを併せ持つ世界を舞台に、人間の本性を動物たちに置き換え、種族を越えた友情や恋と、逆に相容れることのない対立を描いている。

## 評価
2018年、第42回講談社漫画賞・少年部門受賞。週刊少年チャンピオン連載の作品として、第1回（1977年）に受賞した『ブラック・ジャック』、第39回（2015年）に受賞した『弱虫ペダル』に続いて3作目の受賞作となったほか、第11回マンガ大賞で大賞を受賞し、秋田書店の漫画作品で大賞を受賞した初めての作品となった。
このほか、2018年には第21回文化庁メディア芸術祭マンガ部門新人賞、第22回手塚治虫文化賞新生賞を受賞。

## あらすじ
中高一貫のエリート学校・チェリートン学園内で、ある日草食獣アルパカの生徒テムが肉食獣に殺されるという「食殺事件」が起きる。テムと同じく演劇部部員であったハイイロオオカミの少年レゴシは、大型の肉食獣であることに加えて寡黙な性格や意味深な言動が災いし、テム殺しの犯人だと疑いの目を向けられてしまう。幸いこの疑惑はすぐに晴れることとなるが、結局真犯人は見つからないままであり、学園内に生まれた肉食獣と草食獣の確執のようなものが消えることはなかった。

### 演劇部篇 (1-2巻)
演劇部による新入生歓迎公演が迫る中、レゴシは役者長であるアカシカのルイから夜間練習の見張りを命じられ、その際に通りかかった草食獣に対して本能を暴走させて襲いかかってしまう。すんでのところで食殺は起こさずに済んだものの、レゴシは強い自己嫌悪を覚える。その後、部活の雑務で園芸部を訪れたレゴシは、そこで小さなウサギの少女ハルと出会う。彼女こそ、レゴシが襲った草食獣だった。レゴシは彼女の腕にある、あの夜にレゴシがつけてしまった傷について尋ねるが、ハルはこの傷が出来た経緯を何も覚えていないと答えた。レゴシはハルに興味を覚えるが、その態度を体を求めているものだと勘違いされてしまう。ハルに迫られたレゴシは驚いて逃げ出すものの、自分が初めてオスとして扱われた嬉しさから、また彼女に会いたいと切望するようになる。
やがて新歓公演の本番がやってくる。演目は部の伝統である「アドラー」、死神と少女とを取り巻く悲劇だった。主演で死神アドラーを演じるルイは稽古中に負った傷を抱え、絶不調を押して初日の舞台へ上る。そして圧巻の演技で観客を湧かせたものの、負傷が悪化したために2日目はベンガルトラ・ビルが急遽アドラーを演じることとなり、ビルの立ち位置であった悪役の抜け穴へレゴシがあてがわれることとなる。ルイの脱落を好機だと捉え明るく振る舞うビルに感心するレゴシだったが、2日目公演の直前、ビルが緊張を鎮めるためにウサギの血を服用したことを知って激昂し、本番中に本気の喧嘩を仕掛ける。演劇という虚構の中で突如始まった現実の暴力は、図らずも観客を引き込んだ。その場は乱入したルイのアドリブによって収められ、思わぬ形の成功は学生新聞でも取り上げられるなど、レゴシは一躍時の人となる。

### 隕石祭篇 (3-6巻)
新歓公演後、偶然ハルと再会したレゴシは、あの夜のこと（自分が彼女を襲ったということ）を言い出せないまま交流を重ねていくうちに、恋愛感情のようなものを覚えていく。しかし、買い出し中に迷い込んだ裏市で出会った医師・ジャイアントパンダのゴウヒンから、レゴシが抱いているのは狩猟本能が変形した恋愛感情であり、食殺を起こす前に縁を切るべきだと諭される。街で開催される隕石祭の装飾作業中、レゴシは親しそうに触れ合うハルとルイを目撃したことをきっかけに恋愛感情を確立し、本能に抗いながら、ハルへの想いに殉じた行動を取るようになる。やがて告白を決意するが、その直後、ハルが何者かに誘拐される。裏市で活動する犯罪組織・シシ組の仕業だと知ったレゴシは、ゴウヒンの助けを借りてシシ組へと乗り込み、ハルを救出する。ルイもレゴシを追うようにしてシシ組へと向かったものの、既にハルは救出された後であった。ルイは全てを失った諦観と共に、手負いであったシシ組のボスを射殺。その現場に居合わせたシシ組の構成員・イブキから新たなボスになるよう半ば強制的に提案され、それを受け入れて学園やレゴシらと決別する。 この事件以降、草食獣をボスに頂いたことでシシ組は裏市で勢力を拡大してく。

### 食殺事件篇 (7-11巻)
極秘に開催されていた種族長らによる評議会では、チェリートン学園から長年「青獣ビースター」が輩出されていないことが問題視されていた。学園長の主張も虚しく、早期解決を求める層からの提案によって「テム殺しの犯人を見つけたものをビースターにする」ということが決定される。一方そんな事情を知る由もないレゴシは、学園の警備員ロクメからの依頼をきっかけに食殺犯捜しを始める。レゴシは調査の最中に食殺犯と思しき肉食獣に襲撃され、相手の圧倒的な強さを実感したためにゴウヒンに弟子入りを志願。食肉に頼らない強さを求める。食殺犯は演劇部部員のヒグマ・リズであった。肉食獣による食殺を許せないレゴシと、食殺を崇高な想い出だとしていたリズ。2匹は何度も衝突した後、大晦日に決着をつける約束をする。レゴシから2匹の戦いの立ち会いを頼まれたルイは悩んだ末に組抜けを決意し、イブキの命と引き換えに表世界への復帰を許される。そして劣勢にあったレゴシの元へと駆けつけ、リズに勝つためだと自らの右足を差し出す。レゴシは食肉の禁忌を犯し、その代償として得た力でリズに勝利する。

### 種間関係篇 (12-巻)
レゴシとルイによって解決された喰殺事件は、「食殺犯を倒すために、同意の元で生きた友人の肉を食う」という特殊な経緯があったため、真相は隠匿され、表向きにはルイがその身を犠牲にして事件を解決したことになっていた。レゴシは食肉行為によって前科がついてしまい、草食獣との結婚が不可能になるなどの社会的なハンデを負うこととなる。ハルとの関係を進展させられなくなったレゴシは、自分だけの生き方を模索するためにチェリートン学園を退学。自ら部屋を借りてアルバイトで生計を立て、食肉の禁断症状に耐えながら新たな生活を始めることになる。一方、青獣ビースターの頂点であり、動物社会を総括する「壮獣ビースター」であるウマ・ヤフヤは、食殺犯を倒すために食肉を犯したレゴシに興味を惹かれて調査を始める。その過程で、レゴシがかつての同僚であり共に未来のビースターと目されていたコモドオオトカゲ・ゴーシャの孫であると知る。

## 登場人物
学年および年齢は初登場時のもの。第1話の食殺事件が春の出来事であり、4月9日生まれのレゴシはその時17歳だったが、第119話 - 第122話で18歳の誕生日を迎えているため、この時点で物語開始時点から約1年が経過している、また、第105話で卒業式が描かれ、その後は退学したレゴシ以外の学生は進学あるいは進級している。
声の項はテレビアニメ版の声優。

### 主要人物
レゴシ（Legoshi）
声 - 小林親弘
種族 - ハイイロオオカミ
本作の主人公。性別はオス。物語開始時はチェリートン学園の高等部2年生で演劇部の美術チームに所属し、照明係を担当していた。
4月9日生まれの17歳。牡羊座で血液型はO。身長185センチメートルの体重71キログラム。毛色は灰色。好きなものは昆虫と天気予報:204。
大柄な体格や高い戦闘能力に見合わず、弱者や秩序を重んじる繊細で心優しい性格だが、肉食獣ひいてはオオカミとして誕生したことへの強い劣等感から「無害な存在でありたい」と望んでおり、普段は非常に寡黙かつ不器用で目立つことを嫌っているため、他者とのコミュニケーションが得意ではない。このため、幼馴染であるジャックや701号室のルームメイトなど一部の友人・知人を除いて、周囲からは近寄りがたい変わった動物だと思われている。
ハルとの出会いをきっかけに様々な経験を経て抑え込んでいた自分を少しずつ出すようになっていくが、ハルへの感情が恋なのか肉食獣としての本能（食欲）なのか懊悩している。リズが食殺犯だと知って以降は何食わぬ顔で学園生活を送るリズへの怒りを抑えられなくなることもあったが、自身もハルへの感情で悩んでいたため「自分もリズと同じようになっていたかもしれない」という思いから、大晦日に決闘で自身の思いをぶつけて決着を付けることにしている。
しかし、リズとの決闘の際に、ルイ当人から半ば強制される形で彼の右足を食べたため、食肉の前科が付いて草食獣との関わりに複数の制約が課せられることになる。それを期に学校を中退して、うどん屋でのアルバイトで生計を立てながら一人暮らしを始める。しばらくは毎晩自室で暴れるほど食肉の禁断症状に苦しんでいたが、マンションの住民との交流関係が進展していったことや、骨肉麻薬の密売人と対峙した騒動を期に「自身が“草食獣”という存在が好きな変態性欲の持ち主ではないか」と自問自答するようになってからは症状は治まっている。
ジャック以外には表沙汰にはしていないが、純血種でないハイイロオオカミとコモドオオトカゲのクォーターであり、実の祖父であるゴーシャに似ているとされている。しかし、母親・レアノが自殺してからは長らくゴーシャとは直接会っておらず、退学後、ジャックに居場所を教えられたゴーシャが訪ねてきたことにより再会を果たしている。その際には、以前からゴーシャに対して平然と種族差別が行われるような社会のあり方へ違和感や疑問を抱いていたことを打ち明けている。
名前の由来は俳優のベラ・ルゴシから:204。
ルイ（Louis）
声 - 小野友樹、田村睦心（幼少期）
種族 - アカシカ
チェリートン学園の高等部3年生。性別はオス。演劇部の花形役者で、役者チームのリーダーを務める学園のカリスマ的存在。
3月29日生まれのため、早生まれの制度により学年はレゴシより上だが、誕生日は2週間ほどしか違わない:118。牡羊座で血液型はA。身長172センチメートル、体重53キログラム。好きなものはセロリ:210。
ホーンズ財閥の御曹司で、普段は気位高く振る舞い、失敗を重ねる者や未熟な考えの持ち主には辛辣な言動を崩さない。稽古中に負った捻挫の痛みを我慢してまで舞台上での演技を続けるなど、自分自身にも妥協や甘えを許さないストイックで直向きな姿勢を持ち合わせている反面、やや頑固で自分の弱みを見せてしまうことを恐れている。
元々は裏市で肉食獣用の生き餌として飼育されていた個体で、右足の裏には生き餌として育てられた証として数字の入れ墨が彫られており、5歳のときにホーンズ財閥の跡取りとしてオグマに引き取られたという過去を持つ。この出自から自らが捕食される側（草食獣）であることに強いコンプレックスを持っており、大型肉食獣として振る舞おうとしないレゴシに一目置いていると同時に、苛立ちも感じている。
裏市で活動する犯罪組織・シシ組にハルが誘拐された騒動を機に一時期学園を長らく休学し、シシ組のボスとして勢力拡大の原動力となるものの、再会したレゴシに大晦日で行うリズとの決闘を見届けるように懇願されたことなどを機に、少しずつレゴシの情に絆され、足を洗う決意をする。
シシ組からの脱会後、レゴシとリズの決闘を見届けに向かうも、決闘で苦戦していたレゴシに入れ墨ごと右足を食べるよう強要。レゴシの勝利に寄与する傍ら、自らの過去とも決別を果たす。それにより、食殺犯を見つけたのがレゴシであることを公表できなくなったため、自身が表向きの功労者にされる。リズが逮捕された後、入院を経て復学した。それ以降、右足に義足を付けている。レゴシの退学に伴い、ジュノとは「休学中は裏市にいた」という秘密を学内で唯一共有することになる。卒業式の日にジュノのファーストキスを受けてその気持ちを察するが、異種族恋愛の厄介さを理解しているため突き放す態度をとるものの、内心は動揺していた。
卒業後は、大学に進学するも、御曹司であることや義足のことで他人にからかわれることが増えたほか、時折足の断面から感じる激痛に悩まされるようになる。
当初はビースターを目指していたが、食殺犯を見つけた表向きの功労者として青獣ビースターの候補に選ばれた際には「作り話の上で青獣ビースターを名乗る気はない」として固辞した。
休学中から卒業後に至るまでたびたび学校外で自分と関わるレゴシを疎ましがる発言も多いが、レゴシが骨肉麻薬の売人を捕えた際に負傷したと知った際は菓子折りを持参して見舞うなど、それなりに気にかけている。
ハル（Haru）
声 - 千本木彩花
種族 - ドワーフ種のウサギ
本作のヒロイン。チェリートン学園の高等部3年生で園芸部所属。性別はメスで、3人兄妹の末っ子。父、母（声 - 折笠富美子）、兄、姉の5人家族である。
10月19日生まれの18歳、てんびん座。血液型はO型。身長105センチメートル、体重は15キログラム。好きなものは朝ドラ:190。
自分に正直でサッパリした性格で、常に明るく・気丈に振る舞うが、「小型の草食獣」という圧倒的弱者であることへの諦観のようなものを抱いており、「身体を重ねている間だけは対等な存在として扱われている」と感じられるため、性に対して積極的かつ奔放に振る舞っている。しかしそういった行為がきっかけで動物同士の関係で亀裂を作ることも多く、校内では孤立している。
ルイとは恋仲であり、異種族であるため結ばれないということを寂しく感じている。また、レゴシのことは当初「不思議な子」「（種族の違いから）相容れない存在」と見ていたが、付き合いを重ねていくうちに惹かれ始めていき、食殺の危機から救われたことでさらに距離が縮まった。しかしその後レゴシが退学することになり、彼が警察にリズの逮捕に至る真相を内密にするように言われていたため、事情を知らないまま別れることになった。その後ジャックにレゴシの居場所を教えられて一度は訪ねようとしたが、一緒にいたセブンの姿を見て誤解し、その時は会わずに去った。
卒業後は大学に進学する。同級生の異種族カップルに訪れた悲劇を目の当たりにしてレゴシへの思いを断ち切ろうとするが、そのタイミングでその日がレゴシの18歳の誕生日であることを思い出し、それを祝うため再会。その際にセブンに対する誤解も解け、レゴシから真相を聞かされる。そしてレゴシに裏市を案内させ、彼を受け入れる自身の覚悟が本気であることを示す。
ジュノ（Juno）
声 - 種﨑敦美
種族 - ハイイロオオカミ
チェリートン学園の高等部1年生で演劇部の役者チームに所属。性別はメス。
2月12日生まれの16歳、水瓶座。血液型はAB型。身長170センチメートル、体重51キログラム。毛色は赤茶色。好きなものはスイーツと散歩:206。
自他ともに認める美貌の持ち主であり、当初はその恵まれたルックスのせいで一部の生徒から妬まれがちだったが、明朗活発な言動や周囲への気配りを忘れない振る舞いによって少しずつ信頼と人気を得ていく。その一方では、「日の当たる場所でないと肉食獣は輝けない」という価値観を持っており、普段の言動もこうした思想や自身に対する絶対的な自信に由来している。このため、ルイからはその本心を見透かされ、「自信過剰で自分は全てを手に入れられると思い込んでいる強欲な女」と指摘されている。
入部時より、同種族ということもあってレゴシを認知して以来強烈な恋愛感情を抱いており、またそれを周囲に隠そうとしていない。また、市内で発生したオオカミによる食殺事件を背景に学園の生徒たちからいじめを受けていたところをレゴシに救われたことがきっかけでさらに好意を強め、「草食獣と肉食獣は距離を置くべき」という思想的立場もあってレゴシと同族種のカップルになることをしきりに望むようになる。隕石祭の出し物では失踪したルイの代わりに主役を務めた際には、肉食獣の強さ・正しさをアピールすると同時にレゴシに告白するも、レゴシの鈍感さもあってはぐらかされてしまった。ルイが裏市にいることを知って以降は徐々にルイに惹かれていき、卒業式の日にファーストキスを捧げる。ルイには突き放した態度をとられるが諦められず、「異種族恋愛の大先輩」としてレゴシに助言を仰いでいる。
ゴウヒン（Gohin）
声 - 大塚明夫
種族 - ジャイアントパンダ
裏市で活動する心療内科医で、食殺を犯した肉食獣の捕獲、カウンセリング、治療を行っている。性別はオスで年齢は39歳。既婚者だが、妻子には逃げられている。
強面で粗野な振る舞いが目立つが、面倒見の良い性格。顔面にある複数の傷跡は、治療中の患者から何度も暴行を受けたことによるものである。そういった経験から患者の暴力に負けないよう笹を食べ鍛錬に励んだ結果、筋骨隆々の肉体を手に入れた。
レゴシからは慕われており、修行を申し出てきたレゴシを鍛え上げ、肉食獣の捕獲サポートができるまでに育てた。

### 演劇部
チェリートン学園のクラブ。毎年、中等部から10匹から20匹ほどが顧問からのスカウトという形で新たに入部する:61。これは演劇部が持つ「生き様を見せる」という裏テーマを徹底するためであり、スカウトされる動物たちは何らかの事情を抱えたものだけとなっている:65。部内では演出係が頂点であり、部長の下に台本担当、音響チーム、役者チーム、ダンスチーム、美術チームと分けられている:61。
サヌ（Sanu）
声 - 落合福嗣
種族 - ペリカン
演劇部の部長で性別はオス。癖者揃いの演劇部メンバーでは比較的良識を備えており、部員たちの扱いに苦労している。

#### 役者チーム
ルイがリーダーを務めるチーム。
ビル（Bill）
声 - 虎島貴明
種族 - ベンガルトラ
高等部2年生。性別はオス。明朗活発なお調子者で、目上の動物を立てるなど世渡り上手だが、自らが肉食獣であることへの強い自負心と肉食動物が自由に肉食できない世界への不満を抱いており、知り合いの不良の先輩を通じて草食獣（ウサギ）の血を入手したり、裏市でもなりふり構わず草食獣の肉を購入したりとするなど、肉食獣の持つ狩猟本能や食肉衝動に従うことを肯定するような言動が多く、ルイの出自を知った際にも脅迫するなどの野心家の一面も持つ。
そのため、正反対の考えを持つレゴシとは度々衝突しているが、退学して一人暮らしを始めたレゴシをアオバたちと共に訪ねるなど、それなりに友好的な一面もある。また、草食獣である部の仲間については大切に考えており、特にエルスに対しては、頻繁に話しかけたり、シシ組襲撃の際は真っ先に安否を確認するなど、気にかけている。
リズが逮捕された後、復学したルイによって次期部長に任命される。
テム（Tem）
声 - 大塚剛央
種族 - アルパカ
高等部2年生。性別はオス。レゴシとは仲が良く、また同じ演劇部に所属するアンゴラヒツジのエルスに片思いをしていた。演劇部の舞台『アドラー』に「水の精 オディー」役に抜擢されるも、何者かに食殺されてしまう。悪意なしに見たままの事を口にする性格で心根が優しいが、その性格が裏目に出たことで食殺されてしまう。
ピナ（Pina）
声 - 梶裕貴
種族 - ドールビッグホーン
高等部1年生の新入部員。自分のルックスに絶大な自信を持ち、女遊びを趣味としている。人を食ったような性格をしており、入部早々肉食獣を侮辱する発言をして部内の肉食獣から反感を買ってしまっている。リズと対峙したレゴシを助けるために食殺事件へと首を突っ込み、自らを危険に晒しながらも巧みにリズを牽制するという大胆さも持っている。レゴシに対しては好意的な態度を見せているが、感情を抑えられなくなったレゴシの突発的な行動をフォローせざるを得なくなることもあり、その点には呆れ気味。
大晦日の決闘では、レゴシのやる気を引き出そうとするリズに殺されたかと思われたが、実際は拘束されて傷を付けられただけだった。自力で脱出した後、警察に通報してリズを逮捕させるが、その時レゴシも食肉を犯していたことまでは知らず、結果的にレゴシも逮捕させることになってしまった。
その後は他の部員たちにも内緒でリズとの面会を続けており、レゴシがメロンとの決着をつけるころにはリズを友達と呼んでいる。
アオバ（Aoba）
声 - 兼政郁人
種族 - ハクトウワシ
高等部2年生。同学年で同じ肉食獣ということで、レゴシやビル、タオとよくつるんでいるが、ビルが裏市で肉を購入しようとした際はレゴシと共に思い止まって引き下がるなど、肉食獣のメンバーでは比較的良識を持ち合わせている。
また、長く付き合っている彼女がおり、ハルに対するレゴシの感情を「信仰」に近いものと評し、その恋愛観が他人とズレていることを指摘している。
エレン（Ellen）
声 - 大内茜
種族 - シマウマ
高等部2年生。演劇部の舞台『アドラー』では、ヒロインの「エレン」役に抜擢されるなど、普段は可憐な役柄を演じているが、素の顔は勝ち気で物怖じしない性格であり、テムが殺害された際には、ビルと激しい口論を交わしている。
タオ（Tao）
声 - 小林直人
種族 - クロヒョウ
高等部の2年生。新歓祭の舞台では主役アドラーを襲う敵役を演じていた。ストレッチ中に勢い余ってキビの腕をもいでしまうという事故を起こして停学処分を受け、意気消沈していたが、最終的には和解している。
ゾーイ（Zoe）
声 - 室元気
種族 - ヤギ
中等部に所属するオスのヤギ:102。死亡したテムの代役として「水の精 オディー」役に抜擢されるも台詞を全く覚えていなかったため、ルイから厳しい稽古を突き付けられることとなり、レゴシとハルが出会うきっかけを作る。

#### ダンスチーム
シイラ（Sheila）
声 - 原優子
種族 - チーター
高等部3年生。誕生日は6月21日。性別はメス。ダンスチームのリーダーで、肩書は振り付け長。14歳のころ、金欠のため「肉食メスクラブ」で女王様のアルバイトをしていたところを演劇部にスカウトされた。
エルス:61（Els）
声 - 渡部紗弓
種族 - アンゴラヒツジ
テムが想いを寄せていたメスのヒツジ。テムが食殺された際は、自分に対するレゴシの言動を訝しみ、彼が事件の犯人ではないかと疑っていたが、彼の真意を知って以降はその内面の優しさを知る数少ない存在となる。
明るい性格で演劇部とも真摯に向き合っており、また肉食獣のよき理解者でビルとも仲がよい。ビルが裏市で草食獣の肉を買ったことに気付いていたが、それも含めてビルのことを受け入れている。

#### 美術チーム
レゴシが所属するチーム。仕事内容は細分化されており、照明、衣装、小道具・大道具に分かれる。
ドーム（Dom）
声 - 室元気
種族 - クジャク
美術チームのリーダー。女性的な口調で話すが、性別はオス。周囲への気配りが上手く、和を大事にする性格で、不器用で口下手なレゴシのことを気にかけている。
また、徐々に心を開き成長しているレゴシの近況についてジュノに教えるなど、ジュノの恋を応援している。
カイ（Kai）
声 - 岡本信彦
種族 - マングース
美術チームの照明係。性別はオス。生まれた直後に実親から捨てられ、ハイエナ一家に育てられた過去を持つ。荒々しい口調で話すが、根は実直でコミュニケーション能力に長けている。
元は役者チーム所属で、テムの死亡を受けて彼とオーディションで争っていた「水の精 オディー」の役を得るチャンスが訪れたと期待するが、過去に犯した本番中の2度に渡るミスを理由に美術チームへ異動させられる。美術チームに異動した直後はその境遇を嘆いていたが、徐々に裏方の仕事にも楽しみを見出し、チームの動物たちとも友好的な関係になっていく。
キビ（Kibi）
声 - 井口祐一
種族 - アリクイ
美術チームの衣装係のオス。アリシェイクが好物。基本的には穏やかで懐が広く、レゴシとも友好的だが、噂を鵜呑みにしたり、厄介事を嫌ったりするなど、流されやすく臆病な一面も持ち合わせている。
ハルが性に奔放である噂を耳にしており、園芸部の部室を訪ねた際は本人と関わり合いになることを恐れてレゴシを置き去りにして逃亡し、レゴシが園芸部から戻ってきた際にその悪評について教えている。ストレッチ中にタオに腕を千切られてしまい、一時は恐怖のあまり肉食獣を拒絶するようになるが、手術で神経が繋がったことにより回復に向かっている。タオに悪意がなかったことは理解しており、「いつまでも肉食獣を怖がっていたくない」という思いから、タオが見舞いに来た際には彼の謝罪を受け入れ、和解する。
リズ（Riz）
声 - 白熊寛嗣
種族 - ヒグマ
高等部2年で音響チームに所属する:61。性別はオス。体格に似合わず、普段は温和で大人しく「ハチミツ好きの優しいクマさん」として認知されており、通常時は黒目だけが描かれている。演劇部内での存在感はあまりなく、体格を活かした力仕事に従事している場面が多い。
筋力抑制剤の副作用に加えて、ハチミツでは押さえられないほど筋力や食殺衝動の制御ができなくなっている深刻な悩みを抱えている。また、テムを食殺した真犯人でもあり、自分の肉食獣としての怖さを最も理解し受け入れてくれたことから、勢い余って殺害してしまうが、このときの記憶を美化して「種を超えた真の友情は捕食によってのみ築ける」という考えで自分の行為を正当化するようになる。その際リズの記憶の中ではテムは笑みを浮かべながらリズの口の中に入る回想や、『合意の上で食べた』と心の中主張する等、リズの都合のいい解釈がされている為、真相は定かになっていない。テム殺害の真相が判明して、レゴシに白い目で睨まれるようになると、捕食者としての本性を現した際は白目の中に黒目という表情で描かれる。表向き自らが食殺犯である事を棚に上げて肉食獣に厳しい言動を行う為レゴシの怒りを買う。レゴシや仲介に入ったピナの言動によって美化された記憶が血生臭い思い出に汚される事を恨み、大晦日の決闘を持ちかける。
大晦日の決闘ではその力でレゴシを圧倒するが、ルイの足を食ったレゴシの反撃を受ける。そして食肉を犯しても揺らぐことのない2匹の友情と自分自身を見失わないレゴシの姿を見て、自らの過ちと負けを認めた直後、ピナの通報で駆け付けた警官隊に逮捕された。

### チェリートン学園の面々
ジャック（Jack）
声 - 榎木淳弥
種族 - ラブラドール・レトリバー
レゴシと共に生活する701号室の寮生。性別はオス。レゴシとは実家が近所同士の幼馴染。12月22日生まれの17歳。血液型はO。身長167センチメートル、体重55キログラム。左利き:196。
オオカミに品種改良を加えて生み出された種族（イヌ）ということもあって、闘争心が抑えられているためか、明朗活発で人懐っこく心優しい性格である反面、知能が高く、学園トップクラスの成績を誇る優等生でもある。しかしながら、幼少期はこうした品種改良を経て誕生した出自から「作り物」のイヌという自らの種族に強い劣等感を持っており、改良前である「本物」のオオカミに対して屈折した憧れや嫉妬心を抱いていた。
こうした経緯もあって、幼少期はレゴシとしばしば衝突していたが、後にお互い良き理解者となり、周囲から誤解されがちなレゴシを心配している。
ミズチ（Mizuchi）
声 - 山村響
種族 - ハーレクイン種のウサギ
自らを絶滅危惧種と自負する高等部の少女。左右対称に白と黒で縞がはっきり別れているのが特徴。取り巻きであるモモンガの女子生徒（声 - 小澤亜李）と黒猫の女子生徒（声 - 本渡楓）を常に引き連れている。
同種族の男子（声 - 榎木淳弥）と恋人関係にあったが、その恋人がハルとも関係を持ったことがきっかけで破局し、「絶滅危惧種のカップルを壊された」ことでプライドを傷付けられた嫉妬と逆恨みから、取り巻きの女子生徒と共に、ハルに苛烈ないじめを繰り返している。
レゴム（Legom）
声 - あんどうさくら
種族 - メンドリ
レゴシのクラスメイトの雌鶏。無表情とお嬢様言葉が特徴。レゴシがいつも困ったような下がり眉をしていることから、心中でレゴシのことを「八の字」と呼んでいる。
アルバイトとして水曜日のみ学校の売店に自分が産んだ無精卵を卸しており、レゴシが「水曜日のタマゴサンドイッチは特に美味しい」と褒めているのを聞いたことがきっかけで真剣に体調管理を行い、産む卵に責任と矜持を持つようになる。なお、レゴシ自身は褒めていたタマゴサンドイッチがレゴムの卵で作られていることに終始気づかないままだった。
2018年に行われた第11回マンガ大賞の授賞式では、作者の板垣はレゴムの被り物を着用して登壇した。
ゴン（Gon）
声 - 佐々健太
種族 - シベリアトラ
学園長。性別はオス。55歳。左目に傷跡がある。
選ばれた者に重圧を強いることになるビースター制度には消極的だが、評議会でチェリートン学園が5年間ビースターを輩出していないことを指摘され、「食殺事件の犯人を見つけた者を次のビースターにする」という約束をさせられてしまう。しかし、該当者となったレゴシはその際に食肉を犯したためその功績を公表できず、表向きの該当者にされたルイも固辞したため、またしてもビースターの輩出は叶わなかった。
『BEAST COMPLEX』で発表された「トラとビーバー」は、彼の少年時代を描いたエピソードである。
ロクメ（Rokume）
声 - くじら
種族 - ガラガラヘビ
警備員。胴に目の形の模様が四つあり、学園内で六つの目を持つ動物の怪談として存在が噂されていた。レゴシの人柄を買って、学内で起きたテム殺害事件の犯人探しを依頼する。

### シシ組
裏市を仕切る犯罪集団。構成員はすべてライオンで、メンバーは35頭だったが、メロンがボスになって以降は徐々に数を減らし、ルイと再会した時にはボスとイブキを除く8頭のみになっている。食殺をビジネスとしており、殺した草食動物を見せしめとしてアジトの前に吊るしている。表社会だけでなく裏市でも恐れられる存在。レゴシとはたびたび顔を合わせる因縁の相手だが、メロンを倒すという目的のために手を組むことになる。
イブキ（Ibuki）
声 - 楠大典
種族 - マサイライオン
シシ組の実質No.2で年齢は35歳。縁なしの眼鏡を掛け、冷静な風格。シシ組のイメージ向上のためにルイをシシ組のボスに据えることを提案する。元は表社会の貧しい家の生まれだったが、12歳のときに裏市の店に売られてしまい、そこから逃げ出して18歳でシシ組に入る。ルイが必死に弱さを隠して強く見せてる裏で衰弱しつつある事を察し、ルイを組に引き込んだことに責任を感じており、境遇が類似していることも相まって、ルイに対して色々と世話を焼いている。必死さゆえになかなか心を開かないルイにどう接していけばいいか分からず困惑しながらも接していく。
もし万が一自分がルイを食殺しそうになったら射殺するようにとフリーに命令しており、ルイの組抜けの意思を聞き、その覚悟を迫るためにルイを襲おうとした結果、フリーに射殺される。ルイはずっとイブキが自分に気を使って献身的に支えていた事に気づき、最後までイブキに心を閉ざした事を強く悔む事へとなって行く。戒名は「獅子眼鏡」。
フリー（Free）
声 - 木村昴
種族 - インドライオン
30歳。右目に三本線の傷跡を持つ。武闘派らしく、他組との小競り合いでは真っ先に突っかかっていった。「ボス（ルイ）を食いそうになったら俺を撃て」という約束に従い、イブキを射殺しルイをシシ組から解放する。その際に「次に見かけたら殺す」と宣言しており、実際にルイと再会した直後は殺すつもりだったが、ルイの角が生え変わりのために落ちて容姿が変わった途端に殺意は消え失せ、ルイを迎え入れる。胸部から腹部にかけて「猫邪羅死」という大きなタトゥーを入れている。
ボス（Boss）
声 - 土師孝也
種族 - ライオン
本名は不明。顔に傷跡があり、縁なしの眼鏡を掛け、ライオンの手が彫刻された杖を突いている。全身が白い毛の動物を食べることを趣味としている。手下にハルをさらわせて食べようとするが、寸前でレゴシに顔面を殴られ阻止される。逃げようとするレゴシをピストルで撃とうとしたところをルイに逆に射殺される。

### コーポ伏獣の住人
家賃は安いが建物は古く、裏市まで徒歩10分と治安の悪い場所に建つアパートの住人たち。
セブン（Seven）
声 - 折笠富美子
種族 - ヒツジ（メリノ種）
大手スポーツメーカーに勤める会社員。性別はメスで年齢は29歳。
オス肉食獣の比率が高い職場に学歴とスポーツ用品に対する熱意で就職したが、名前ではなく「ラムちゃん」という不本意な愛称で呼ばれるなどのいじめを受けていた。営業部からの移動を期にいじめを受け入れざるを得なくなり、それまで住んでいた高級マンションからの転居を決意。レゴシの隣室に住むことになる。当初はろくに挨拶もしない上に毎晩自室で暴れて騒音を立てるレゴシに苛立っていたが、食肉の禁断症状に耐えるレゴシに牙を向けられながらも名前で呼ばれたことで、徐々に受け入れていく。レゴシの禁断症状が治まって以降は隣人同士として良好な関係を築いている。
サグワン（Sagwan）
声 - 玄田哲章
種族 - ゴマフアザラシ
302号室の住人。性別はオス。1月7日生まれ。年齢は不明。血液型はB型。身長201センチメートル、体重は350キログラム。
半年前まで海で暮らしていたが、陸の書物を海洋語に翻訳する仕事に就くため、現在は陸で勉強中。カタコトでしゃべる。
海洋出身のため陸の生物とは異なる思想を持っているが、お互いの文化・信仰を尊重するおおらかな性格。
フィーナ（Fina）
種族 - スナネズミ
602号室の住人。性別はメス。31歳。広告代理店勤務。肝が据わった性格で、肉食獣であるライカと同居し、ヒモとして養っている。
ライカ（Raika）
種族 - オオワシ
602号室の住人。性別はオス。21歳。フィーナにいい加減な性格と言われているが飛行免許を持ち、運転が得意のため通勤の送迎する持ちつ持たれつの関係にある。
エビス（Ebisu）
種族 - カラス
304号室の住人。性別はオス。アルビノ。稀少種として捕獲しようとする団体と立ち向かうため日々鍛えている。
ムギ（Mugi）
種族 - シバイヌ
202号室の住人。性別はオス。カレンダーのグラビアによる収入で生計を立てている。
ボーグ（Bogue）
種族 - ツキノワグマ
201号室の住人。性別はオス。種族を偽ってウサギの小説家として活動している。
オイゲン（Eugen）
種族 - ヨークシャーブタ
403号室の住人。性別はオス。剥製師で、生き物を美しい姿のまま剥製にしている。

### レゴシの親類
ゴーシャ（Gosha）
声 - 千葉繁
種族 - コモドオオトカゲ
レゴシの母方の祖父であり、育ての親。年齢は53歳。大柄で圧倒的な強さをもつ兵士だったが、戦場でメスのハイイロオオカミ・トキと恋に落ち、失踪したという噂を持つ。36年前はヤフヤと共に「ビースターズ」を目指していたが、恋愛を期にその道を降りた。毒を持つ種族であるため法的にはハイイロオオカミとの結婚が認められておらず、レゴシとは血の繋がりはあるが戸籍上は他人同士となっている。レゴシには平和主義を教えていたが、その裏には「それは強い者が唱えてこそ意味を持つ」という信念がある。
普段は温厚な性格だが、レゴシがメロンに重傷を負わされた時には、間接的にその原因を作ったヤフヤに対して激しい怒りを見せた。また、レゴシのことで心配事が起こると、分泌される毒がコンクリート製の塀をも溶かすほど強力になる。
レアノ（Leano）
声 - 桑島法子
種族 - ハイイロオオカミ
レゴシの母で、ゴーシャの娘。レゴシが12歳のときに自殺したが、メロンに狙撃されて重体に陥った際に見た幻覚の中でレゴシは霊となった彼女と再会する夢を見ている。ハイイロオオカミとコモドオオトカゲのハーフで、少女期までは外見上は母親そっくりの美しい血統種のハイイロオオカミであったが、19歳になってからは父の遺伝で背中にコモドオオトカゲの鱗が広がってしまうことに危機感を持つようになり、血統種のハイイロオオカミを産むために、ファッションモデルであったミヤギと関係を持った末にレゴシを産む。その後、全身の鱗化が進行していったため、レゴシが小学校に上がるころから自室に籠ってレゴシにも姿を見せなかったが、レゴシが12歳の誕生日を迎える際、レゴシには鱗化の心配はないと確信して別れることを決意し、自ら命を絶った。
トキ（Toki）
声 - 皆口裕子
種族 - ハイイロオオカミ

### その他の人物
オグマ（Ogma）
声 - 堀内賢雄
種族 - アカシカ
46歳。ルイの義父。鋭い目つきの持ち主で、常に冷徹に振る舞っている。ホーンズ財閥の一匹息子であるが子孫を作れない身体のため、自身の後継者として育てるべく幼いルイを裏市の生き餌販売所から高額で引き取った。
市長（Mayor）
声 - 星野充昭
種族 - ライオン
ライオンは善良である、というイメージを市民に植え付けるため、大学入学直前に牙をすべて抜いて総入れ歯にし、全身を400万かけて改造した過去を持つ。
シシ組の暗躍によってライオンのイメージが下がることを危惧し、事実を表沙汰にしないように動いている。
ヤフヤ（Yahya）
声 - 三木眞一郎
種族 - ウマ
現壮獣ビースター。性別はオスで年齢は51歳。「広すぎる視野と心配心を抑えるため」という理由で平素は目隠しをして生活している。
36年前はゴーシャと共に「ビースターズ」を目指していたが、ゴーシャがメスのハイイロオオカミと恋に落ちてその道を降りたため、袂を分かつことになった。
ゴーシャの孫であるレゴシの存在を知って以降、彼に対する執着を見せるようになる。
メロン（Melon）
声 - 沖野晃司
種族 - ガゼル
カウンセラーを装い象牙売買を行う青年。ヒョウの母とガゼルの父の間に生まれ、鋭い歯や爪を持つ。また、全身のヒョウ柄模様の広がりを誤魔化すためメロンの葉の刺青で覆う。かなりの高学歴。草食獣でありながらも肉食獣の食欲に似た破壊衝動を持つ。ハーフであるためか植物と肉両方が砂の味だと感じる程の味覚障害を患っている。食欲と性欲が欠如している。勘が鋭い。ルイが去った後のシシ組のボスになり、部下たちの食肉をひと月に2回しか許さないなどのルールを強いている。
ヤフヤに連れられて仮面舞踏会に潜入したレゴシからは、似たような出自を持っていたことから興味を持たれるも、その歩み寄ろうとする姿勢に対する嫌悪感から狙撃し、重体に陥らせている。
デシコ（Deshico）
声 - 関智一
種族 - ジャコウネコ
コルヌ
声 - 中尾隆聖
種族 - ネズミ
スナガ（Sunaga）
声 - 室元気
種族 - メンフクロウ
うどん屋べべべの店長。
アズキ（Azuki）
声 - 青木瑠璃子
種族 - アカシカ
ホルガー（Holger）
声 - 杉田智和
種族 - ナマケモノ

## 設定

### 世界観
舞台となる世界は現代社会と近い文明を有している。通貨単位は円、年明けに除夜の鐘が鳴るなど、日本を思わせる描写があるが、12月25日にはクリスマスではなく「レクスマス」と呼ばれる、まったく趣旨の異なる祭りが開催されるなど、現実世界と異なる文化も存在する。パソコンやスマートフォン、SNSも存在している。また、気温は低めで25度もあれば大変暑いとされ、冬場はマイナス10度まで下がる:191。登場キャラクターが人間ではなく動物（哺乳類・鳥類・爬虫類など）のため、数え方も「一人」ではなく「一匹」と数える。動物達の手足は皆人間と同じ形状をしており、鳥類も例外では無いが、本来の鳥の様に翼に変化させての飛行も可能。但し、飛行には免許証が必要であり、学校を卒業しないと取得できないため、在学中は飛行ができない（現実における無免許運転と同様の意味で、不可能という意味ではない）。また、ヘビのように本来手足のない種の場合は擬人化されても手足がない状態で描かれている。
肉食獣と草食獣が共に文明を持って生活している世界であるため、肉を食すということは法律で禁じられた重罪行為となっており、特に生きた肉を食うことに対しては、通常なら前科が付かない微罪処分であっても前科が付く:9。動物性の食材として食べることが許可されているのは卵と乳製品、昆虫のみとなっている:164-165。
しかし法律で定められていても本能である食肉衝動を抑えることは難しく、一部の肉食獣の中には「裏市」と呼ばれる場所から違法に草食獣の肉や血を入手して食している者もいる:190。
生物的な異種同士でも、さらには哺乳類と爬虫類という分類学上の綱を超えた交配でも子孫を残すことは可能。ただし血統を残すため婚姻・出産は同種で行われることが望ましいとされているため、異種族同士の恋愛は学生時代で終わらせるものという考えが常識として存在する
:207。と同時に、肉食動物と草食動物による恋愛ないし姦淫は異常性癖者とみなされる傾向にある:52-53:170-173。
性交（濡れ場）の描写も、人間社会の行為と同じ様式で描いている。動物世界と同じ後背位からの交尾にしてしまうと「獣臭が増してしまうため避けた」と、作者・板垣巴留が『漫道コバヤシ』に客演した際に説明している。また、作中では避妊具（コンドームなど）の存在も描かれている。
極一部だが己の爪や牙を生かした格闘能力を修得している種族も存在し、人間と同じ様に拳銃の扱いに長ける動物もいる。特に肉食獣の身体能力は人間よりも凌駕し、クマ科は筋肉の膨張を抑制するために政府から抑制剤を支給されている。

### 用語
チェリートン学園
全寮制、中高一貫のエリート学校。中心街から少し外れた丘の上に建てられており、学園内からでも中心街を見下ろすことができる。この世界独自の科目として海洋語学、生態学などの授業がある。寮は男女別であるが、さらに肉食動物棟、草食動物棟に分けられている。寮の部屋割りは基本的に同種族となるように組まれており、レゴシの居室である701号室も、ブチハイエナのミグノ（声 - 内田雄馬）以外はイヌ科で構成される。
ビースター
動物たちを統率する英雄的存在のこと:176。各学園から1匹ずつ選出された「青獣ビースター」と、その中からさらに選ばれた「壮獣ビースター」の二つに分けられる:13。
裏市
非合法に肉の販売や飲食店での提供が行われている場所で、肉食の成獣の間では広く黙認されている。流通している肉は病院や葬儀屋から密かに提供されたものであり、自分の指を生肉として販売している老草食獣もたむろしている。
食肉前科獣
生きている動物の肉を食べた獣に課される前科。罪の軽重に関わらず一生消えることがなく、草食獣との異種族婚が禁止されたり、草食獣との共学校に通えなくなったり、草食獣が役員を務める会社に就職が困難化したりするなど数々の社会的制約を受けることとなる。
海洋生物
海に住む動物たちの総称。海洋語と呼ばれる言語を用いる、貝殻を通貨の代わりに使う、など陸の動物とは異なる文化を持つ。ゴマフアザラシのように陸と海の両方で生きる者はハーフと呼ばれる。輪廻転生を信じ、「食べて食べられて生死を繰り返し、海に生命を委ねる」という死生観は、それを初めて聞いたレゴシに衝撃を与えた。

## 書誌情報
- 板垣巴留 『BEASTARS』 秋田書店〈少年チャンピオン・コミックス〉、全22巻
  1. 2017年1月15日発行（同年1月6日発売[2]）、ISBN 978-4-253-22754-4
  2. 2017年4月15日発行（同年4月7日発売[19]）、ISBN 978-4-253-22755-1
  3. 2017年5月15日発行（同年5月8日発売[20]）、ISBN 978-4-253-22756-8
  4. 2017年7月15日発行（同年7月7日発売[21]）、ISBN 978-4-253-22757-5
  5. 2017年10月15日発行（同年10月6日発売[29]）、ISBN 978-4-253-22758-2
  6. 2017年12月15日発行（同年12月9日発売[25]）、ISBN 978-4-253-22759-9
  7. 2018年2月15日発行（同年2月8日発売[32]）、ISBN 978-4-253-22760-5
  8. 2018年5月15日発行（同年5月8日発売[33]）、ISBN 978-4-253-22761-2
  9. 2018年7月15日発行（同年7月6日発売[34]）、ISBN 978-4-253-22762-9
  10. 2018年9月15日発行（同年9月7日発売[35]）、ISBN 978-4-253-22763-6
  11. 2018年11月15日発行（同年11月8日発売[36]）、ISBN 978-4-253-22764-3
  12. 2019年2月15日発行（同年2月8日発売[28]）、ISBN 978-4-253-22765-0
  13. 2019年4月15日発行（同年4月8日発売[37]）、ISBN 978-4-253-22766-7
  14. 2019年7月15日発行（同年7月8日発売[38]）、ISBN 978-4-253-22767-4
  15. 2019年10月15日発行（同年10月8日発売[39]）、ISBN 978-4-253-22903-6
  16. 2019年12月15日発行（同年12月6日発売[40]）、ISBN 978-4-253-22904-3
  17. 2020年1月15日発行（同年1月8日発売[41]）、ISBN 978-4-253-22905-0
  18. 2020年4月15日発行（同年4月8日発売[42]）、ISBN 978-4-253-22906-7
  19. 2020年7月15日発行（同年7月8日発売[43]）、ISBN 978-4-253-22907-4
  20. 2020年8月15日発行（同年8月6日発売[18]）、ISBN 978-4-253-22908-1
  21. 2020年10月15日発行（同年10月8日発売[44]）、ISBN 978-4-253-22909-8
  22. 2021年1月15日発行（同年1月8日発売[45]）、ISBN 978-4-253-22910-4

## アニメ
テレビアニメ第1期は2019年10月から12月までフジテレビ『+Ultra』枠ほかにて放送された。テレビアニメ第2期は同枠にて2021年1月から3月まで放送された。第2期の続編となるFINAL SEASONはNETFLIXアニメシリーズとして2024年より配信予定。
収録はプレスコで行われた。
第23回文化庁メディア芸術祭アニメーション部門審査委員会推薦作品。
第1期OPがクランチロール・アニメアワード2021のベスト・オープニング・シークエンスを受賞。

### スタッフ
- 原作 - 板垣巴留[53][48]
- 監督 - 松見真一[31][48]
- 助監督 - 加藤大貴（第3期）
- 脚本 - 樋口七海[31][48]、松見真一（第3期）
- キャラクターデザイン - 大津直[31]、乘田拓茂（第3期）
- プロップデザイン - 虎順
- CGチーフディレクター - 井野元英二[31] （第1-2期）
- 美術監督 - 春日美波[31]
- 美術設定 - 須江信人、多田周平、岩澤美翠、伊良波理沙、荒川直樹
- 色彩設計 - 橋本賢[31]
- 撮影監督 - 古性史織[31]、蔡伯崙
- 編集 - 植松淳一[31]
- 音楽 - 神前暁[31]
- 音楽プロデューサー - 小林健樹
- 音楽制作 - フジパシフィックミュージック、東宝ミュージック
- チーフプロデューサー - 高瀬透子、高橋亜希人（第1期）、大島孝幸
- プロデューサー
  - 第1期 - 細井駿介、竹枝義典
  - 第2期 - 黒岩真貴子、大島和樹
  - 第3期 - 柳澤俊介
- 制作プロデューサー
  - 第1-2期 - キム ヒョンテ
  - 第3期 - 林晟
- アニメーション制作 - オレンジ[53][48]
- 製作 - BEASTARS製作委員会（東宝、フジテレビジョン、博報堂DYメディアパートナーズ、秋田書店、バンダイ、BANDAI SPIRITS、ムービック、オレンジ、BSフジ、キュー・テック）

### 主題歌

#### オープニングテーマ
「Wild Side」
第1期オープニングテーマ。作詞はLeoとJua、作曲・編曲・歌はALI。
「怪物」
第2期オープニングテーマ。作詞・作曲・編曲はAyase、歌はYOASOBI。
楽曲制作にあたり、原作者の板垣により本曲の元となる小説が執筆された。
「Into the world」
第3期オープニングテーマ。作・編曲は神前暁、歌はissei。

#### エンディングテーマ
「Le zoo」
第2・5・8・9話エンディングテーマ。作詞は唐沢美帆、作曲・編曲は神前暁、歌はYURiKA。
「眠れる本能」
第3・7・10話エンディングテーマ。作詞は唐沢美帆、作曲・編曲は広川恵一、歌はYURiKA。
「マーブル」
第4・11話エンディングテーマ。作詞は唐沢美帆、作曲・編曲は高橋邦幸、歌はYURiKA。
「月に浮かぶ物語」
第12話エンディングテーマ。作詞は唐沢美帆、作曲は神前暁、編曲は広川恵一、歌はYURiKA。
「優しい彗星」
第2期エンディングテーマ、第24話オープニングテーマ。作詞・作曲・編曲はAyase、歌はYOASOBI。
楽曲制作にあたり、原作者の板垣により本曲の元となる小説が執筆された。
「Feel Like This」
第3期エンディングテーマ。作詞は由薫、作曲は由薫とDavid Fremberg、編曲はDavid Fremberg、歌は由薫。
「ロッケンロール・ドラゴン」
第27話エンディングテーマ。作詞は上坂梨紗、作曲は神前暁、歌は上坂梨紗。

#### 挿入歌
「Mary Stories」
第1話挿入歌。作詞・歌はChica、作曲・編曲は神前暁。
第24話では「Mary Stories-epilogue-」として使用された。
「A Tale of Moon」
第3・5・10話挿入歌。作詞は唐沢美帆、作曲・編曲は神前暁、訳詞・歌はChica。
「The Sleeping Beauty -panorama-」
第12話挿入曲。作曲はTchaikovskyとPyotr。

### 各話リスト
| 話数   | サブタイトル                         | 絵コンテ          | 演出     | 作画監督               | CGディレクター                     | 初放送日        |       |       |       |       |       |       |       |       |       |       |       |       |       |       |       |       |       |       |
| 第1期  | 第1期                                | 第1期             | 第1期    | 第1期                  | 第1期                              | 第1期           | 第1期 | 第1期 | 第1期 | 第1期 | 第1期 | 第1期 | 第1期 | 第1期 | 第1期 | 第1期 | 第1期 | 第1期 | 第1期 | 第1期 | 第1期 | 第1期 | 第1期 | 第1期 |
| ------ | ------------------------------------ | ----------------- | -------- | ---------------------- | ---------------------------------- | --------------- | ----- | ----- | ----- | ----- | ----- | ----- | ----- | ----- | ----- | ----- | ----- | ----- | ----- | ----- | ----- | ----- | ----- | ----- |
| 第1話  | 満月は照らす獣を選んでる             | 松見真一          | 松見真一 | 大津直                 | - 池谷茉衣子 - 清宮慎吾 - 太田光希 | 2019年 10月10日 |       |       |       |       |       |       |       |       |       |       |       |       |       |       |       |       |       |       |
| 第2話  | 学園の心臓部は庭園にあり             | 下司泰弘 松見真一 | 下司泰弘 | 宮崎瞳                 | - 池谷茉衣子 - 清宮慎吾 - 太田光希 | 10月17日        |       |       |       |       |       |       |       |       |       |       |       |       |       |       |       |       |       |       |
| 第3話  | オスオオカミ 出生のとき              | 荒川眞嗣 松見真一 | 則座誠   | 千葉充                 | - 池谷茉衣子 - 清宮慎吾 - 太田光希 | 10月24日        |       |       |       |       |       |       |       |       |       |       |       |       |       |       |       |       |       |       |
| 第4話  | 君は聖杯までふやかして               | 武藤健司          | 湯川敦之 | 宮崎瞳 千葉充          | 太田光希                           | 10月31日        |       |       |       |       |       |       |       |       |       |       |       |       |       |       |       |       |       |       |
| 第5話  | しっぽの汚れにも理由を見出すお年頃   | 京極尚彦          | 下司泰弘 | 大津直                 | 池谷茉衣子                         | 11月7日         |       |       |       |       |       |       |       |       |       |       |       |       |       |       |       |       |       |       |
| 第6話  | 視界の滲み 夢か現か                  | 寸田篤志          | 則座誠   | 宮崎瞳                 | 清宮慎吾                           | 11月14日        |       |       |       |       |       |       |       |       |       |       |       |       |       |       |       |       |       |       |
| 第7話  | 制服と被毛のそのまた下の             | 荒川眞嗣          | 山本健介 | 千葉充 宮崎瞳          | 太田光希                           | 11月21日        |       |       |       |       |       |       |       |       |       |       |       |       |       |       |       |       |       |       |
| 第8話  | 犬歯に糸ようじひっかけるように       | 下司泰弘          | 下司泰弘 | 宮崎瞳                 | 池谷茉衣子                         | 11月28日        |       |       |       |       |       |       |       |       |       |       |       |       |       |       |       |       |       |       |
| 第9話  | エレベーター最上階の戦慄             | 佐藤真二          | 則座誠   | 千葉充 宮崎瞳          | 清宮慎吾                           | 12月5日         |       |       |       |       |       |       |       |       |       |       |       |       |       |       |       |       |       |       |
| 第10話 | 綿毛、地の果てまで追うならば         | 寸田篤志          | 加藤大貴 | 宮崎瞳                 | 太田光希                           | 12月12日        |       |       |       |       |       |       |       |       |       |       |       |       |       |       |       |       |       |       |
| 第11話 | ゆきゆきて 夏のネオン街              | 石井俊匡          | 下司泰弘 | 千葉充 大石美絵 宮崎瞳 | 池谷茉衣子                         | 12月19日        |       |       |       |       |       |       |       |       |       |       |       |       |       |       |       |       |       |       |
| 第12話 | 夏嵐の後ろ姿                         | 荒川眞嗣          | 松見真一 | 宮崎瞳                 | 清宮慎吾                           | 12月26日        |       |       |       |       |       |       |       |       |       |       |       |       |       |       |       |       |       |       |
| 第2期  |                                      |                   |          |                        |                                    |                 |       |       |       |       |       |       |       |       |       |       |       |       |       |       |       |       |       |       |
| 第13話 | 少年の目覚めは何度目のアラームか     | 荒川眞嗣          | 大石美絵 | 宮崎瞳                 | -                                  | 2021年 1月7日   |       |       |       |       |       |       |       |       |       |       |       |       |       |       |       |       |       |       |
| 第14話 | 灰色の警察犬とりあえず走ってる       | 下司泰弘          | 下司泰弘 | 大石美絵               | -                                  | 1月14日         |       |       |       |       |       |       |       |       |       |       |       |       |       |       |       |       |       |       |
| 第15話 | そんな鉛を喉に詰まらせて             | 則座誠            | 則座誠   | 宮崎瞳                 | -                                  | 1月21日         |       |       |       |       |       |       |       |       |       |       |       |       |       |       |       |       |       |       |
| 第16話 | 身を寄せたら毛が絡まってしまうから   | 三原三千夫        | 加藤大貴 | 吉田雄一               | -                                  | 1月28日         |       |       |       |       |       |       |       |       |       |       |       |       |       |       |       |       |       |       |
| 第17話 | 白はモノクロの中でも白いまま         | 三原三千夫        | 大石美絵 | 大石美絵               | -                                  | 2月4日          |       |       |       |       |       |       |       |       |       |       |       |       |       |       |       |       |       |       |
| 第18話 | 飛べ 破戒僧                          | 荒川眞嗣          | 斎藤啓也 | 宮崎瞳                 | -                                  | 2月11日         |       |       |       |       |       |       |       |       |       |       |       |       |       |       |       |       |       |       |
| 第19話 | 蜜漬けの記憶                         | 三原三千夫        | 渋谷亮介 | 吉田雄一               | -                                  | 2月18日         |       |       |       |       |       |       |       |       |       |       |       |       |       |       |       |       |       |       |
| 第20話 | 光を浴びたらシルエットの違いを笑おう | 大石美絵          | 大石美絵 | 大石美絵               | -                                  | 2月25日         |       |       |       |       |       |       |       |       |       |       |       |       |       |       |       |       |       |       |
| 第21話 | ぶっ壊れてる扇風機                   | 三原三千夫        | 斎藤啓也 | 宮崎瞳                 | -                                  | 3月4日          |       |       |       |       |       |       |       |       |       |       |       |       |       |       |       |       |       |       |
| 第22話 | シェフの気まぐれサスペンス           | 川尻善昭          | 則座誠   | 吉田雄一               | -                                  | 3月11日         |       |       |       |       |       |       |       |       |       |       |       |       |       |       |       |       |       |       |
| 第23話 | あなた鱗粉ふりまいて                 | 加藤道哉          | 加藤大貴 | 大石美絵               | -                                  | 3月18日         |       |       |       |       |       |       |       |       |       |       |       |       |       |       |       |       |       |       |
| 第24話 | 革命の馳走                           | 荒川眞嗣 松見真一 | 松見真一 | 宮崎瞳                 | -                                  | 3月25日         |       |       |       |       |       |       |       |       |       |       |       |       |       |       |       |       |       |       |
| 第3期  |                                      |                   |          |                        |                                    |                 |       |       |       |       |       |       |       |       |       |       |       |       |       |       |       |       |       |       |
| 第25話 | 痛痒い首輪                           | 加藤大貴          | 加藤大貴 | 宮崎瞳                 | 太田光希                           | 2024年 12月5日  |       |       |       |       |       |       |       |       |       |       |       |       |       |       |       |       |       |       |
| 第26話 | 目前に黒光りの鼻                     | 大石美絵          | 大石美絵 | 大石美絵               | 太田光希                           | 2024年 12月5日  |       |       |       |       |       |       |       |       |       |       |       |       |       |       |       |       |       |       |
| 第27話 | 老龍の逆鱗                           | 加藤大貴          | 池田重隆 | 吉田雄一               | 太田光希                           | 2024年 12月5日  |       |       |       |       |       |       |       |       |       |       |       |       |       |       |       |       |       |       |
| 第28話 | 陸上動物の重力                       | 川尻善昭          | 加藤大貴 | 吉田雄一               | 太田光希                           | 2024年 12月5日  |       |       |       |       |       |       |       |       |       |       |       |       |       |       |       |       |       |       |
| 第29話 | 食物連鎖にいます                     | 川尻善昭          | 池田重隆 | 吉田雄一               | 太田光希                           | 2024年 12月5日  |       |       |       |       |       |       |       |       |       |       |       |       |       |       |       |       |       |       |
| 第30話 | 春生まれのあいつ                     | 大石美絵          | 大石美絵 | 大石美絵               | 太田光希                           | 2024年 12月5日  |       |       |       |       |       |       |       |       |       |       |       |       |       |       |       |       |       |       |
| 第31話 | 僕の誓いを食べて                     | 加藤大貴          | 加藤大貴 | 大石美絵               | 太田光希                           | 2024年 12月5日  |       |       |       |       |       |       |       |       |       |       |       |       |       |       |       |       |       |       |
| 第32話 | メロン畑の先には                     | 川尻善昭          | 池田重隆 | 大石美絵               | 太田光希                           | 2024年 12月5日  |       |       |       |       |       |       |       |       |       |       |       |       |       |       |       |       |       |       |
| 第33話 | 卵の孵化に立ち会って                 | 川尻善昭          | 加藤大貴 | 吉田雄一               | 太田光希                           | 2024年 12月5日  |       |       |       |       |       |       |       |       |       |       |       |       |       |       |       |       |       |       |
| 第34話 | バンビ氏、健在                       | 大石美絵          | 大石美絵 | 大石美絵               | 太田光希                           | 2024年 12月5日  |       |       |       |       |       |       |       |       |       |       |       |       |       |       |       |       |       |       |
| 第35話 | 果肉を切り分けて                     | 池田重隆          | 池田重隆 | 吉田雄一               | 太田光希                           | 2024年 12月5日  |       |       |       |       |       |       |       |       |       |       |       |       |       |       |       |       |       |       |
| 第36話 | 潮騒のトラジディー                   | 加藤大貴          | 加藤大貴 | 吉田雄一               | 太田光希                           | 2024年 12月5日  |       |       |       |       |       |       |       |       |       |       |       |       |       |       |       |       |       |       |

### 放送局
| 放送期間                      | 放送時間                     | 放送局         | 対象地域   | 備考                                        |
| ----------------------------- | ---------------------------- | -------------- | ---------- | ------------------------------------------- |
| 2019年10月10日 - 12月26日     | 木曜 0:55 - 1:25（水曜深夜） | フジテレビ     | 関東広域圏 | 製作参加 / 『+Ultra』枠                     |
|                               | 木曜 1:55 - 2:25（水曜深夜)  | テレビ西日本   | 福岡県     |                                             |
| 2019年10月11日 - 12月27日     | 金曜 1:55 - 2:25（木曜深夜） | 関西テレビ     | 近畿広域圏 |                                             |
| 2019年10月13日 - 12月29日     | 日曜 1:55 - 2:25（土曜深夜） | 東海テレビ     | 中京広域圏 |                                             |
| 2019年10月14日 - 12月30日     | 月曜 1:15 - 1:45（日曜深夜） | 北海道文化放送 | 北海道     |                                             |
| 2019年10月17日 - 2020年1月2日 | 木曜 0:00 - 0:30（水曜深夜） | BSフジ         | 日本全域   | 製作参加 / BS/BS4K放送 / 『アニメギルド』枠 |

| 放送期間                | 放送時間                     | 放送局         | 対象地域   | 備考                                        |
| ----------------------- | ---------------------------- | -------------- | ---------- | ------------------------------------------- |
| 2021年1月7日 - 3月25日  | 木曜 0:55 - 1:25（水曜深夜） | フジテレビ     | 関東広域圏 | 製作参加 / 『+Ultra』枠                     |
|                         | 木曜 1:55 - 2:25（水曜深夜)  | テレビ西日本   | 福岡県     |                                             |
| 2021年1月8日 - 3月26日  | 金曜 1:55 - 2:25（木曜深夜） | 関西テレビ     | 近畿広域圏 |                                             |
| 2021年1月10日 - 3月28日 | 日曜 1:55 - 2:25（土曜深夜） | 東海テレビ     | 中京広域圏 |                                             |
| 2021年1月11日 - 3月29日 | 月曜 1:10 - 1:40（日曜深夜） | 北海道文化放送 | 北海道     |                                             |
| 2021年1月14日 - 4月1日  | 木曜 0:00 - 0:30（水曜深夜） | BSフジ         | 日本全域   | 製作参加 / BS/BS4K放送 / 『アニメギルド』枠 |

インターネットではNetflixより独占配信され、1期・2期ともに本放送に先駆けて第1話が放送された後、毎週木曜日に第2話以降が配信される。日本以外の諸国では、Netflixオリジナルとして2020年3月13日より配信が開始された。

### BD / DVD
| 巻 | 発売日        | 収録話          | 規格品番   | 規格品番   |
| 巻 | 発売日        | 収録話          | BD         | DVD        |
| -- | ------------- | --------------- | ---------- | ---------- |
| 1  | 2020年3月18日 | 第1話 - 第3話   | TBR-29241D | TDV-29245D |
| 2  | 2020年4月15日 | 第4話 - 第6話   | TBR-29242D | TDV-29246D |
| 3  | 2020年5月20日 | 第7話 - 第9話   | TBR-29243D | TDV-29247D |
| 4  | 2020年6月17日 | 第10話 - 第12話 | TBR-29244D | TDV-29248D |

| 巻 | 発売日        | 収録話          | 規格品番   | 規格品番   |
| 巻 | 発売日        | 収録話          | BD         | DVD        |
| -- | ------------- | --------------- | ---------- | ---------- |
| 1  | 2021年6月23日 | 第13話 - 第15話 | TBR-31120D | TDV-31121D |
| 2  | 2021年7月21日 | 第16話 - 第18話 | TBR-31121D | TDV-31122D |
| 3  | 2021年8月18日 | 第19話 - 第21話 | TBR-31122D | TDV-31123D |
| 4  | 2021年9月22日 | 第22話 - 第24話 | TBR-31123D | TDV-31124D |

### Webラジオ
第1期放送時はレゴシ役の小林親弘とジャック役の榎木淳弥による『レゴシとジャックのドッグレディオ！』が、音泉にて2019年10月7日から12月30日まで隔週月曜日に配信された。
第2期放送時はレゴシ役の小林とフリー役の木村昴による『BEASTARS レゴシとフリーのわんにゃんレディオ！』が、同じく音泉にて2020年12月28日から2021年3月29日まで隔週月曜日に配信された。
| フジテレビ +Ultra     | フジテレビ +Ultra | フジテレビ +Ultra            |
| 前番組                | 番組名            | 次番組                       |
| --------------------- | ----------------- | ---------------------------- |
| キャロル&チューズデイ | BEASTARS（第1期） | 空挺ドラゴンズ               |
| GREAT PRETENDER       | BEASTARS（第2期） | セスタス -The Roman Fighter- |

## 舞台

### 2020年版
2020年4月から5月にかけて舞台「BEASTARS THE STAGE」のタイトルで東京と大阪で公演が予定されていたが、新型コロナウィルス感染症の流行の影響で中止となった。脚本・演出：伊勢直弘。

### 2024年版
2024年9月にReading Musical『BEASTARS』のタイトルで東京と大阪で公演された 。タイトルどおりリーディングミュージカルとなっている。脚本・作詞：西森英行、演出：元吉庸泰、作曲・音楽監督・演奏：和田俊輔。
公演日程
- 東京公演：2024年9月3日 - 8日、シアター1010
- 大阪公演：2024年9月14日 - 16日、COOL JAPAN PARK OSAKA TTホール

キャスト
- レゴシ（歌い手・読み手） - 佐藤龍我（美 少年）
- レゴシ（パフォーマー） - 村田充
- ハル（歌い手・読み手）  - 加藤梨里香
- ハル（パフォーマー）  - ゆゆ・THE・エクスカリバー（アイオケ）
- ジャックほか（歌い手・読み手）  - 風間由次郎
- ジュノ（歌い手・読み手）  - 凰稀かなめ
- ルイ（歌い手・読み手）  - 崎山つばさ
- ルイ（パフォーマー）  - 速川大弥

### 2025年版
2025年9月から10月にかけてReading Musical『BEASTARS』episode1のタイトルで東京と大阪で公演予定。脚本・作詞：西森英行、演出：元吉庸泰、作曲・音楽監督：和田俊輔、演奏：ヤマザキタケル。
公演日程
- 東京公演：2025年9月28日 - 10月2日、シアター1010
- 大阪公演：2025年10月11日 - 13日、COOL JAPAN PARK OSAKA TTホール

キャスト
- レゴシ（歌い手・読み手） - 三浦涼介
- レゴシ（パフォーマー） - 村田充
- ハル（歌い手・読み手）  - 梅田彩佳 / 真山りか（ダブルキャスト）
- ハル（パフォーマー）  - MITSUKI（ミームトーキョー）
- ジャックほか（歌い手・読み手）  - 風間由次郎
- ジュノ（歌い手・読み手）  - 美弥るりか
- ルイ（歌い手・読み手）  - 崎山つばさ
- ルイ（パフォーマー）  - 速川大弥

## 関連作品
- BEAST COMPLEX - 本作と世界観を共有しており、本作のキャラクターが登場するエピソードが複数描かれている。

## その他・エピソード
- 2024年5月に作者が東京都府中市の市制施行70周年を記念し「武蔵国 府中大使」に任命された[73]。同事業の一環としてレゴシが描かれた原動機付自転車のナンバープレートを製作。2024年8月24日から2025年3月31日まで限定300枚を交付する[74]。